# Cooking Papa
Cooking Papa (クッキングパパ?, Kukkingu Papa) è un manga seinen di Tochi Ueyama in corso dal 1985. Fino a dicembre 2022 sono stati pubblicati 163 volumi. Dal manga è stata riadattata anche una serie TV anime di 151 episodi, trasmessi in Giappone dal 9 aprile 1992 al 25 maggio 1995. In Italia la serie è inedita.

## Trama
La storia ruota intorno a Kazumi Araiwa, un cuoco molto esperto benché appena si allontana dal proprio ristorante non riesca più a cucinare per bene. Kazumi però è anche affiancato da sua moglie Nijiko e suo figlio Makoto, che oltre a provare stima per lui lo aiutano qualche volta a gestire il ristorante.

## Personaggi
- Kazumi Araiwa

Doppiato da: Tesshō Genda
L'uomo della famiglia Araiwa, ovvero il padre di Makoto e il marito di Nijiko, che è esperto nella cucina. Però quando deve cucinare fuori dal suo ristorante diventa un principiante.
- Nijiko Araiwa

Doppiata da: Masako Katsuki
La moglie di Kazumi Araiwa e madre di Makoto Araiwa, che spesso sostiene il marito nel suo ristorante e riscalda spesso la carne preparata da lui.
- Makoto Araiwa

Doppiato da: Minami Takayama
Il figlio di Kazumi Araiwa e Nijiko Araiwa, che spesso aiuta il padre nel ristorante e lo segue. 
- Miyukli Araiwa

Doppiata da: Minami Takayama

## Media

### Manga
Il manga di Cooking Papa, scritto e illustrato da Tochi Ueyama, è tuttora in corso ed è stato pubblicato per la prima volta sulla rivista Weekly Morning nel 1985. Kōdansha colleziona i suoi capitoli in tankōbon volumi di cui il primo è stato pubblicato il 18 gennaio 1986. Fino al 22 settembre 2014 sono stati pubblicati 129 volumi.

### Anime
Cooking Papa venne anche trasportato in una serie TV anime di 151 episodi dello studio Eiken trasmesso su TV Asahi. L'anime, di Toshitaka Tsunoda e con la colonna sonora di Toshiniko Sahashi iniziò il 9 aprile 1992 e finì il 25 maggio 1995.

#### Episodi
| Nº  | Giapponese 「Kanji」 - Rōmaji | In onda           | In onda |
| Nº  | Giapponese 「Kanji」 - Rōmaji | Giapponese        |         |
| 1   | 「ガハッ！ボクの父ちゃん アゴデカ主任」 - GAHATSU! BOKU no tō-chan AGODEKA shunin | 9 aprile 1992     |         |
| 2   | 「きくっ!! うちのばあちゃんスーパーパワー」 - Kikutsu!! uchi no baa-chan SUUPAAPAWAA | 9 aprile 1992     |         |
| 3   | 「パンパカパーン！田中兄ちゃん結婚宣言」 - PANPAKAPAAN! tanaka nii-chan kekkon sengen | 16 aprile 1992    |         |
| 4   | 「ジャーン！新入社員はお母様といっしょに！」 - JAAN! shinnyūshain wa okaa-sama to issho ni! | 23 aprile 1992    |         |
| 5   | 「ソワソワ授業参観日」 - SOWASOWA jugyō sankan hi「ダハーッ！初ガツオ」 - DAHAATSU! hatsu GATSUO | 30 aprile 1992    |         |
| 6   | 「いらっしゃい！味知お姉ちゃん」 - Irasshai! ajichi onee-chan | 7 maggio 1992     |         |
| 7   | 「キラキラサラサラ 田舎大好き！」 - KIRAKIRASARASARA inaka daisuki! | 14 maggio 1992    |         |
| 8   | 「エーッ！みつぐ君が家出した！」 - EETSU! mitsugu-kun ga iedeshita! | 21 maggio 1992    |         |
| 9   | 「パパこっち向いて！ひとりぼっちの純子ちゃん」 - PAPA kocchi muite! hitoribocchi no junko-chan | 28 maggio 1992    |         |
| 10  | 「ウキウキ遠足！あした天気になぁーれ」 - UKIUKI ensoku! ashita tenki ni naa-re | 4 giugno 1992     |         |
| 11  | 「チャオ！陽気なお客さまはイタリア人!!」 - CHAO! yōki na okyakusama wa ITARIA jin!! | 11 giugno 1992    |         |
| 12  | 「ガンバレ母ちゃん！イシダイ釣りに挑戦だ！」 - GANBARE kaa-chan! ISHIDAI tsuri ni chōsen da! | 18 giugno 1992    |         |
| 13  | 「うまかーっ！父ちゃんはヒミツ料理人!!」 - Umaka-! tō-chan wa HIMITSU ryōrijin!! | 25 giugno 1992    |         |
| 14  | 「食べても食べても太らない」 - Tabete mo tabete mo futoranai | 2 luglio 1992     |         |
| 15  | 「ドキドキ１人でクッキング」 - DOKIDOKI hitori de KUKKINGU | 9 luglio 1992     |         |
| 16  | 「ドーンと花火だ焼き鳥最高」 - DOUN to hanabi da yakitori saikō | 16 luglio 1992    |         |
| 17  | 「味知姉ちゃんの新しい恋人」 - Ajichi nee-chan no atarashii koibito | 23 luglio 1992    |         |
| 18  | 「夏だ海だ水着のプレゼント」 - Natsu da umi da mizugi no PUREZENTO | 30 luglio 1992    |         |
| 19  | 「感激さなえちゃんと盆踊り」 - Kangeki sanae-chan to bon'odori | 6 agosto 1992     |         |
| 20  | 「アツアツ結婚式へご招待！」 - ATSUATSU kekkonshiki e goshōtai! | 13 agosto 1992    |         |
| 21  | 「ドッキリ父ちゃん危機一髪」 - DOKKIRI tō-chan kikiippatsu | 20 agosto 1992    |         |
| 22  | 「お兄ちゃんはつらいね！」 - Onii-chan wa tsurai ne! | 27 agosto 1992    |         |
| 23  | 「ボクの妹みゆき誕生！」 - BOKU no imōto miyuki tanjō! | 10 settembre 1992 |         |
| 24  | 「ふたりっきりでお留守番！」 - Futarikkiri de orusuban! | 17 settembre 1992 |         |
| 25  | 「みゆきはゴキゲンななめ？」 - Miyuki wa GOKIGEN naname? | 24 settembre 1992 |         |
| 26  | 「まことの相撲大会とカツ代おばあちゃん大恋愛」 - Makoto no sumō taikai to KATSU ka obaa-chan dairen'ai | 8 ottobre 1992    |         |
| 27  | 「もやしっ子熱血シュート！」 - Moyashikko nekketsu SHUUTO! | 15 ottobre 1992   |         |
| 28  | 「みんなでみゆきをお出迎え」 - Minna de miyuki wo odemukae | 22 ottobre 1992   |         |
| 29  | 「おじいちゃんからの贈り物」 - Ojii-chan kara no okurimono | 29 ottobre 1992   |         |
| 30  | 「なぞの料理人デーモン岩！」 - Nazo no ryōrijin DEEMON iwa! | 5 novembre 1992   |         |
| 31  | 「みつぐ君のデート大作戦」 - Mitsugu-kun no DEETO daisakusen | 12 novembre 1992  |         |
| 32  | 「味知お姉ちゃんの結婚式」 - Ajichi onee-chan no kekkonshiki | 19 novembre 1992  |         |
| 33  | 「心ほかほか愛情シュウマイ」 - Kokoro hokahoka aijō SHUUMAI | 26 novembre 1992  |         |
| 34  | 「二人のおじいちゃん!?」 - Futari no ojii-chan!? | 3 dicembre 1992   |         |
| 35  | 「かえってきたデーモン岩！」 - Kaettekita DEEMON iwa! | 10 dicembre 1992  |         |
| 36  | 「大騒ぎ！みゆき会社に行く」 - Oosawagi! miyuki kaisha ni iku | 17 dicembre 1992  |         |
| 37  | 「みゆきのサンタは押入れから？」 - Miyuki no SANTA wa oshiirere kara? | 24 dicembre 1992  |         |
| 38  | 「誕生日なんて大キライ！」 - Tanjōbi nante dai KIRAI! | 24 dicembre 1992  |         |
| 39  | 「ピンチ！さなえの恋人宣言」 - PINCHI! sanae no koibito sengen | 14 gennaio 1993   |         |
| 40  | 「おめでとう！みゆき一歳！」 - Omedetō! miyuki issai! | 21 gennaio 1993   |         |
| 41  | 「田中兄ちゃんと忠犬ベイ」 - Tanaka nii-chan to chūken BEI | 28 gennaio 1993   |         |
| 42  | 「駄菓子屋さんへ全員集合！」 - Dagashiya-san e zen'inshūgō! | 4 febbraio 1993   |         |
| 43  | 「みんなのバレンタインデー」 - Minna no BARENTAINDEE | 11 febbraio 1993  |         |
| 44  | 「父ちゃんがカゼで倒れた日」 - Tō-chan ga KAZE de taoreta hi | 18 febbraio 1993  |         |
| 45  | 「おばあちゃんのひな人形」 - Obaa-chan no hina ningyō | 25 febbraio 1993  |         |
| 46  | 「デーモン岩！北海道へ！」 - DEEMON iwa! hokkaidō e! | 4 marzo 1993      |         |
| 47  | 「ぼくたちの夕食大作戦！」 - Boku-tachi no yūshoku daisakusen! | 11 marzo 1993     |         |
| 48  | 「菜の花のプレゼント」 - Na no hana no PUREZENTO | 18 marzo 1993     |         |
| 49  | 「奥さまはごきげんななめ」 - Okusama wa gokigen naname | 25 marzo 1993     |         |
| 50  | 「春だ！勝負だ！マラソン大会」 - Haru da! shōbu da! MARASON taikai | 8 aprile 1993     |         |
| 51  | 「みゆきとベイの大冒険！」 - Miyuki to BEI no daibōken! | 15 aprile 1993    |         |
| 52  | 「対決！危うしデーモン岩」 - Taiketsu! abunaushi DEEMON iwa | 22 aprile 1993    |         |
| 53  | 「めざせ水泳大会で新記録」 - Mezase suieitaikai de shinkiroku | 29 aprile 1993    |         |
| 54  | 「大魔人コロッケ大王だぞ」 - Daimajin KOROKKE daiō dazo | 6 maggio 1993     |         |
| 55  | 「みつぐ君が転校する!?」 - Mitsugu-kun ga tenkō suru!? | 13 maggio 1993    |         |
| 56  | 「父ちゃんのお料理教室！」 - Tō-chan no oryōri kyōshitsu! | 20 maggio 1993    |         |
| 57  | 「チームワークで逆転勝利」 - CHIIMUWAAKU de gyakutenshōri | 3 giugno 1993     |         |
| 58  | 「はじめての兄妹ゲンカ！」 - Hajimete no kyōdai GENKA! | 10 giugno 1993    |         |
| 59  | 「ワクワク夜釣りに行こう」 - WAKUWAKU yozuri ni ikō | 17 giugno 1993    |         |
| 60  | 「ゲーム大好き熱中宣言！」 - GEEMU daisuki necchūsengen! | 24 giugno 1993    |         |
| 61  | 「みんなで星に願いを！」 - Minna de hoshi ni negai wo! | 1º luglio 1993    |         |
| 62  | 「さよならのホタル狩り」 - Sayonara no HOTARU kari | 8 luglio 1993     |         |
| 63  | 「みゆきのボーイフレンド」 - Miyuki no BOUIFURENDO | 15 luglio 1993    |         |
| 64  | 「がんこ者がいっぱい！」 - Ganko mono ga ippai! | 22 luglio 1993    |         |
| 65  | 「母ちゃんパワー全開!?」 - Kaa-chan PAWAA zenkai!? | 29 luglio 1993    |         |
| 66  | 「夏の河原で大パーティー」 - Natsu no kawara de dai PAATII | 12 agosto 1993    |         |
| 67  | 「みんなそろって大掃除！」 - Minna sorotte oosōji! | 19 agosto 1993    |         |
| 68  | 「こわくて楽しい台風の夜」 - Kowakute tanoshii taifū no yoru | 26 agosto 1993    |         |
| 69  | 「エッ田中兄ちゃんが入院」 - ETtanaka nii-chan ga nyūin | 2 settembre 1993  |         |
| 70  | 「みつぐ君のお料理教室」 - Mitsugu-kun no oryōri kyōshitsu | 9 settembre 1993  |         |
| 71  | 「母ちゃんの大ピンチ!?」 - Kaa-chan no dai PINCHI!? | 16 settembre 1993 |         |
| 72  | 「お引っ越しは大変！」 - Ohikkoshi wa taihen! | 23 settembre 1993 |         |
| 73  | 「フレーフレー荒岩一家！秋の大運動会 めざせ逆転大優勝!!」 - FUREEFUREE araiwa ikka! aki no daiun dō kai mezase gyakuten dai yūshō!!                                                                                            | 30 settembre 1993 |         |
| 74  | 「みゆきの金魚とお散歩(ハートマーク)」 - Miyuki no kingyo to o-sanpo (HAATOMAAKU) | 14 ottobre 1993   |         |
| 75  | 「卵の思い出ものがたり」 - Tamago no omoide monogatari | 21 ottobre 1993   |         |
| 76  | 「初体験！お見合いの味！」 - Shotaiken! omiai no aji! | 28 ottobre 1993   |         |
| 77  | 「お騒がせの田中兄弟(プラザーズ)！」 - Osawaga seno tanaka kyōdai (PURAZAAZU)! | 4 novembre 1993   |         |
| 78  | 「秋の日は夫婦でデート」 - Aki no hi wa fūfu de DEETO | 11 novembre 1993  |         |
| 79  | 「ジャーン！恐怖の冷蔵庫」 - JAAN! kyōfu no reizōko | 18 novembre 1993  |         |
| 80  | 「ボクのツイてない一日？」 - BOKU no TSUI tenai ichinichi? | 25 novembre 1993  |         |
| 81  | 「初雪ふんわり山の宿」 - Hatsuyuki funwari yama no yado | 2 dicembre 1993   |         |
| 82  | 「真夜中の誕生パーティー」 - Mayonaka no tanjō PAATII | 9 dicembre 1993   |         |
| 83  | 「みつぐ君の勉強引退宣言」 - Mitsugu-kun no benkyō intaisengen | 16 dicembre 1993  |         |
| 84  | 「大きな夢！おじいちゃんのクリスマスツリー!!」 - Ooki na yume! ojii-chan no KURISUMASUTSURII!! | 23 dicembre 1993  |         |
| 85  | 「おめでとうおバァちゃん」 - Omedetō obaa-chan | 6 gennaio 1994    |         |
| 86  | 「空ちゃんは人気者！」 - Sora-chan wa ninkimono! | 13 gennaio 1994   |         |
| 87  | 「スキー場に全員集合!?」 - SUKII ba ni zen'inshūgō!? | 20 gennaio 1994   |         |
| 88  | 「無敵のアイドル登場!?」 - Muteki no AIDORU tōjō!? | 27 gennaio 1994   |         |
| 89  | 「あこがれの女（ひと）は柔道初段」 - Akogare no onna (hito) wa jūdō shodan | 3 febbraio 1994   |         |
| 90  | 「謎の手作り弁当？」 - Nazo no tezukuri bentō? | 10 febbraio 1994  |         |
| 91  | 「冷たくて熱い贈り物」 - Tsumetakute atsui okurimono | 17 febbraio 1994  |         |
| 92  | 「田中兄ちゃんのマリア」 - Tanaka nii-chan no MARIA | 24 febbraio 1994  |         |
| 93  | 「春をはこぶポッポちゃん」 - Haru wo hakobu POPPO-chan | 3 marzo 1994      |         |
| 94  | 「パパが作ったパパレード」 - PAPA ga tsukutta PAPAREEDO | 10 marzo 1994     |         |
| 95  | 「祝！未来の名コック誕生」 - Shuku! mirai no mei KOKKU tanjō | 17 marzo 1994     |         |
| 96  | 「北国からのがんこ便」 - Kitaguni kara no ganko bin | 24 marzo 1994     |         |
| 97  | 「春は突然お引っ越し」 - Haru wa totsuzen ohikkoshi | 31 marzo 1994     |         |
| 98  | 「夫婦ゲンカがやって来た」 - Fūfu GENKA ga yatte kita | 31 marzo 1994     |         |
| 99  | 「田中兄ちゃんのＳＯＳ！」 - Tanaka nii-chan no SOS! | 14 aprile 1994    |         |
| 100 | 「父ちゃんの大ピンチ！」 - Tō-chan no dai PINCHI! | 21 aprile 1994    |         |
| 101 | 「政さんのひとめぼれ騒動」 - Matsurigoto-san no hitomebore sōdō | 5 maggio 1994     |         |
| 102 | 「コッペパンは青春の味！」 - KOPPEPAN wa seishun no aji! | 12 maggio 1994    |         |
| 103 | 「ボクと父ちゃんの星空」 - BOKU to tō-chan no hoshizora | 19 maggio 1994    |         |
| 104 | 「夢子姉ちゃんのお見合い」 - Yumeko nee-chan no omiai | 26 maggio 1994    |         |
| 105 | 「思い出の味を探せ！」 - Omoide no ajiwo sagase! | 2 giugno 1994     |         |
| 106 | 「お爺ちゃんとハンバーグ」 - Ojii-chan to HANBAAGU | 9 giugno 1994     |         |
| 107 | 「天下無敵のお嬢様主婦？」 - Tenkamuteki no ojōsama shufu? | 16 giugno 1994    |         |
| 108 | 「空ちゃんタコヤキ子守唄」 - Sora-chan TAKOYAKI komoriuta | 23 giugno 1994    |         |
| 109 | 「奥様はカネカリギャル？」 - Okusama wa KANEKARIGYARU? | 30 giugno 1994    |         |
| 110 | 「ＵＦＯからの贈り物」 - UFO kara no okurimono | 7 luglio 1994     |         |
| 111 | 「えっちゃんはお料理ママ」 - Ec-chan wa oryōri MAMA | 14 luglio 1994    |         |
| 112 | 「夢を運ぶオンボロバイク」 - Yume wo hakobu ONBOROBAIKU | 21 luglio 1994    |         |
| 113 | 「みゆきと豆の木」 - Miyuki to mame no ki | 28 luglio 1994    |         |
| 114 | 「とうふ修業はきびしいぞ」 - Tōfu shugyō hakibishiizo | 4 agosto 1994     |         |
| 115 | 「みつぐ君の名コック宣言」 - Mitsugu-kun no mei KOKKU sengen | 11 agosto 1994    |         |
| 116 | 「ごめんね！父ちゃん!!」 - Gomen ne! tō-chan!! | 18 agosto 1994    |         |
| 117 | 「みゆきの空飛ぶイチジク」 - Miyuki no kūhibu ICHIJIKU | 25 agosto 1994    |         |
| 118 | 「母ちゃんの料理は度胸！」 - Kaa-chan no ryōri wa dokyō! | 1º settembre 1994 |         |
| 119 | 「みつぐは不幸な星の下」 - Mitsugu wa fukō na hoshi no shita | 8 settembre 1994  |         |
| 120 | 「田中流！カツ丼の食べ方」 - Tanaka ryū! KATSU donburi no tabekata | 22 settembre 1994 |         |
| 121 | 「ソーセージ大騒動!!」 - SOUSEEJI oosōdō!! | 29 settembre 1994 |         |
| 122 | 「激走！124キロ熊本へ」 - Gekisō! 124 KIRO kumamoto e | 29 settembre 1994 |         |
| 123 | 「ハゼより愛をこめて・・」 - HAZE yori ai wo komete.. | 13 ottobre 1994   |         |
| 124 | 「ああ！憧れのマツタケ」 - Aa! akogare no MATSUTAKE | 20 ottobre 1994   |         |
| 125 | 「うれし楽し！学園祭」 - Ureshi tanoshi! gakuensai | 3 novembre 1994   |         |
| 126 | 「ヨーイ！どんぶり!!」 - YOUI! donburi!! | 10 novembre 1994  |         |
| 127 | 「母ちゃんのスマッシュ！」 - Kaa-chan no SUMASSHU! | 17 novembre 1994  |         |
| 128 | 「初恋はラムネ色・・・」 - Hatsukoi wa RAMUNE iro... | 24 novembre 1994  |         |
| 129 | 「田中兄ちゃんの婚約!?」 - Tanaka nii-chan no konyaku!? | 1º dicembre 1994  |         |
| 130 | 「タコ焼きはいらんかね？」 - TAKOyaki wa irankane? | 8 dicembre 1994   |         |
| 131 | 「みつぐ君、屋台に行く！」 - Mitsugu-kun, yatai ni iku! | 15 dicembre 1994  |         |
| 132 | 「サンタの落としもの？」 - SANTA no otoshimono?「父ちゃんの聖・ずる休み？」 - Tō-chan no hijiri. zuru yasumi?「母ちゃんのスイートメモリー」 - Kaa-chan no SUIITOMEMORII「イブの素敵なプレゼント」 - IBU no suteki na PUREZENTO | 22 dicembre 1994  |         |
| 133 | 「待ちくたびれた年賀状」 - Machi kutabireta nengajō | 5 gennaio 1995    |         |
| 134 | 「ヒヤヒヤ！餅もち歓迎会」 - HIYAHIYA! mochi mochi kangeikai | 12 gennaio 1995   |         |
| 135 | 「カキとカキのお話!?」 - KAKI to KAKI no o-hanashi!? | 19 gennaio 1995   |         |
| 136 | 「夢子お姉さんの大ピンチ」 - Yumeko onee-san no dai PINCHI | 26 gennaio 1995   |         |
| 137 | 「男涙の田中兄ちゃん」 - Otoko namida no tanaka nii-chan | 2 febbraio 1995   |         |
| 138 | 「謎なぞチョコレート!?」 - Nazo nazo CHOKOREETO!? | 9 febbraio 1995   |         |
| 139 | 「ドラム息子の青春なべ」 - DORAMU musuko no seishun nabe | 16 febbraio 1995  |         |
| 140 | 「決闘！博多の夜はふけて」 - Kettō! hakata no yoru wa fukete | 23 febbraio 1995  |         |
| 141 | 「田中兄ちゃんのプロポーズ」 - Tanaka nii-chan no PUROPOUZU | 2 marzo 1995      |         |
| 142 | 「ホワイトデーの天使」 - HOWAITODEE no tenshi | 9 marzo 1995      |         |
| 143 | 「その結婚ちょっと待った」 - Sono kekkon chotto matta | 16 marzo 1995     |         |
| 144 | 「おめでとうのドラケーキ」 - Omedetō no DORAKEEKI | 23 marzo 1995     |         |
| 145 | 「落第先生がやって来た！」 - Rakudai sensei ga yatte kita! | 13 aprile 1995    |         |
| 146 | 「アツアツ！新婚家庭訪問」 - ATSUATSU! shinkonkatei hōmon | 20 aprile 1995    |         |
| 147 | 「新入社員はキレイ好き！」 - Shinnyūshain wa KIREI suki! | 27 aprile 1995    |         |
| 148 | 「兄ちゃんのコーンスープ」 - Nii-chan no KOUNSUUPU「工藤さんのほのぼの名刺」 - Kudō-san no honobono meishi | 4 maggio 1995     |         |
| 149 | 「ドキドキ恋のケーキ授業」 - DOKIDOKI koi no KEEKI jugyō | 11 maggio 1995    |         |
| 150 | 「おばあちゃんカッコいー」 - Obaa-chan KAKKOi-「夢子お姉さんの重大発表」 - Yumeko onee-san no jūdaihappyō | 18 maggio 1995    |         |
| 151 | 「おめでとうがいっぱい」 - Omedetō ga ippai | 25 maggio 1995    |         |